# ГЕС La Trenche
ГЕС La Trenche — гідроелектростанція у канадській провінції Квебек. Знаходячись між ГЕС Rapide-Blanc (вище по течії) та ГЕС Beaumont, входить до складу каскаду на річці Saint-Maurice, яка у місті Труа-Рів'єр впадає ліворуч до річки Святого Лаврентія (дренує Великі озера).
В межах проекту річку перекрили бетонною гравітаційною греблею висотою 63 метри та довжиною 443 метри. Вона утримує водосховище з площею поверхні 14,5 км2 та об'ємом 260 млн м3.
Пригреблевий машинний зал станції у 1950—1955 роках обладнали шістьома турбінами типу Френсіс загальною потужністю 302 МВт, які використовують напір у 48,5 метра.